# Hunter Schafer
Hunter Schafer (ur. 31 grudnia 1998 w Trenton) – amerykańska aktorka i modelka. Zadebiutowała w 2019 roku rolą transpłciowej licealistki Jules Vaughn w nagrodzonym nagrodą Emmy serialu Euforia.

## Życiorys

### Wczesne życie
Urodziła się 31 grudnia 1998 r. w Trenton, stolicy amerykańskiego stanu New Jersey. Jej ojciec jest pastorem prezbiteriańskim. Ma trójkę młodszego rodzeństwa: dwie siostry i brata. Gdy miała 9 lat przeprowadzili się do Raleigh w Karolinie Północnej. 
W siódmej klasie wyznała rodzicom, że jest homoseksualistką. Rok później, wraz z oznakami dojrzewania, zaczęła odczuwać wyraźne dolegliwości związane ze swoją dysforią płciową. Gdy była w dziewiątej klasie, zdiagnozowano ją formalnie. W szkole średniej ujawniła się jako osoba transpłciowa. 
Od wczesnych lat interesowała się rysowaniem, modą i projektowaniem. Publikowała komiksy swojego autorstwa na łamach portalu Rookie Mag. Studiowała na University of North Carolina School of the Arts, publicznej uczelni artystycznej w Karolinie Północnej. Planowała edukację na Central Saint Martins w Londynie, ale zmieniła plany wraz z rozpoczęciem kariery modelingowej. 

### Kariera
W 2017 r. podpisała kontrakt z nowojorską agencją modelek Elite. Występowała na pokazach m.in. Versace, Miu Miu, Maison Margiela, Diora, Marca Jacobsa czy Ricka Owensa. Pojawiała się na okładkach takich magazynów jak m.in. Harper's Bazaar, Paper czy Teen Vogue. 
W 2019 zadebiutowała pierwszoplanową rolą Jules Vaughn w serialu Euforia produkcji stacji HBO. Z zaproszeniem na casting zwróciła się do niej jej agencja modelek, z którą zaś skontaktowali się twórcy serialu. Reżyser serialu stwierdził, że Schafer była idealną osobą do tej roli. Schafer i jej życiowe doświadczenia wpłynęły na charakter serialowej Jules.
W 2021 dubbingowała postać w anglojęzycznej wersji japońskiego anime Belle. Wystąpiła w roli Tigris Snow w filmie Igrzyska śmierci: Ballada ptaków i węży z 2023 oraz w horrorze Cuckoo z 2024 roku.

## Aktywizm
W 2016 zabierała głos w mediach protestując przeciwko rozporządzeniu władz Karoliny Północnej, które regulowało dostęp do toalet i szatni według płci przypisanej przy urodzeniu, co miało dyskryminować osoby transpłciowe. 
Pod koniec lutego 2024 r. została aresztowana w Nowym Jorku podczas protestu przeciwko działaniom wojsk Izraela w wojnie Izraela z Hamasem. Protestujący zajmowali hol budynku, w którym nagrywany był wtedy odcinek programu z udziałem prezydenta Joe Bidena. Aresztowano ją wraz z innymi protestującymi za wtargnięcie na teren prywatny i zakłócanie porządku. Wkrótce później została zwolniona z aresztu.

## Życie prywatne
W roku 2021 określiła swoją seksualność jako "bi, pan czy coś".
W 2019, przez kilka miesięcy była w związku z hiszpańską piosenkarką Rosalią. Po rozstaniu pozostały przyjaciółkami. W latach 2022–2023 była w związku z Dominicem Fike, z którym poznała się na planie Euforii.
Przyjaźni się z Zendayą, u boku której grała w Euforii.
21 lutego 2025 – w wyniku rozporządzenia wykonawczego podpisanego przez prezydenta Stanów Zjednoczonych Donalda Trumpa – jej płeć widoczna na paszporcie została zmieniona na męską. Zabrała głos w tej sprawie w ośmiominutowym filmie, w którym krytykowała politykę Trumpa.

## Filmografia

### Filmy
| Rok  | Tytuł                                   | Rola        | Uwagi                 | Przypis |
| ---- | --------------------------------------- | ----------- | --------------------- | ------- |
| 2022 | Belle                                   | Ruka (głos) | anglojęzyczny dubbing | [ 23 ]  |
| 2023 | Igrzyska śmierci: Ballada ptaków i węży | Tigris Snow |                       | [ 24 ]  |
| 2024 | Cuckoo                                  | Gretchen    |                       | [ 25 ]  |
| 2024 | Rodzaje życzliwości                     | Anna        |                       | [ 26 ]  |
| 2025 | Mother Mary                             | Hilda       | Film w Postprodukcji  | [ 27 ]  |

### Telewizja
| Rok   | Tytuł              | Rola         | Uwagi                              | Przypis |
| ----- | ------------------ | ------------ | ---------------------------------- | ------- |
| 2019– | Euforia            | Jules Vaughn | w głównej obsadzie, wspólproducent | [ 28 ]  |
| 2025  | RuPaul’s Drag Race | ona sama     | gość, sędzia                       | [ 29 ]  |
| TBA   | Blade Runner 2099  | TBA          | W czasie kręcenia                  | [ 30 ]  |